# Saint-Nazaire (Gard)
Saint-Nazaire is een gemeente in het Franse departement Gard (regio Occitanie). De plaats maakt deel uit van het arrondissement Nîmes. Saint-Nazaire telde op 1 januari 2022 1.297 inwoners.

## Geografie
De oppervlakte van Saint-Nazaire bedroeg op 1 januari 2022 6,68 vierkante kilometer; de bevolkingsdichtheid was toen 194,2 inwoners per km².

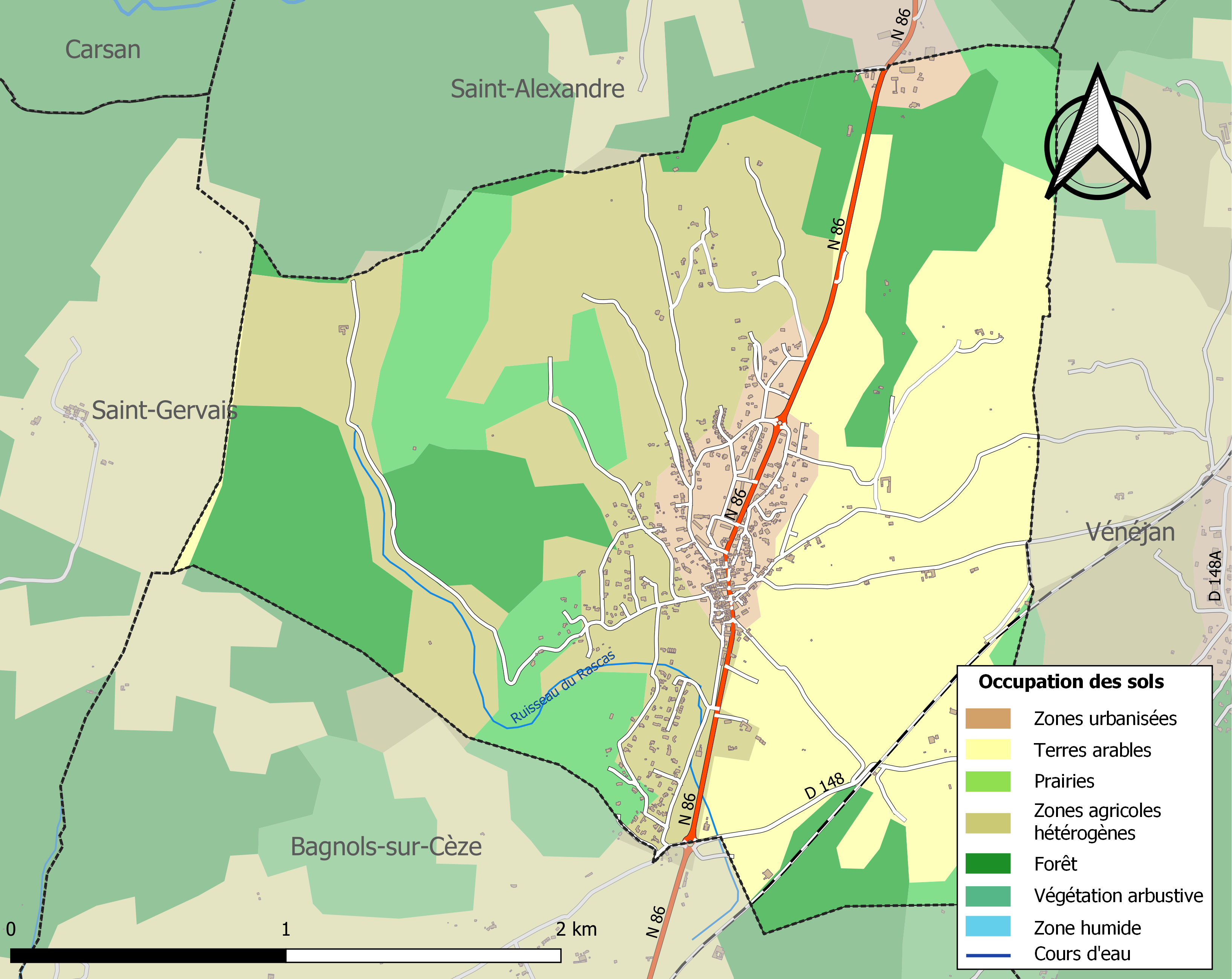
Kaart van de gemeente met belangrijkste infrastructuur, bodemgebruik en omliggende gemeenten

## Demografie
Onderstaande figuur toont het verloop van het inwonertal (bron: INSEE-tellingen).